# Zoulikha Bouabdellah
Zoulikha Bouabdellah (sinh ngày 20 tháng 6 năm 1977) là một nghệ sĩ đương đại gốc Nga gốc Algeria. Cô sống và làm việc tại Casablanca và Paris.

## Tiểu sử
Là con gái của Hassen Bouabdellah, một đạo diễn phim và tác giả, và Malika Dorbani, cựu giám đốc Bảo tàng Mỹ thuật Quốc gia Algiers, cô sinh ra ở Moskva và lớn lên ở Algiers. Bouabdellah chuyển đến Pháp năm 1993 trong cuộc nội chiến Algeria. Cô học tại École nationale supérieure d'arts de Cergy-Pontoise, tốt nghiệp năm 2002.
Các tác phẩm của cô khám phá sự pha trộn của các nền văn hóa và toàn cầu hóa, tôn giáo, ngôn ngữ và sự gần gũi cũng như tình trạng nữ. Nó kết hợp tác phẩm điêu khắc, nhiếp ảnh, video và bản vẽ, và cô ấy thường vẽ và nặn theo phong cách tương phản với các đồ trang trí truyền thống của tôn giáo, ví dụ, thảm cầu nguyện, với các biểu tượng của tính hiện đại.
Các tác phẩm nghệ thuật của cô đã được trưng bày tại Venice Biennial, tại Bamako Biennial, tại Aichi Triennale, tại Bảo tàng Nghệ thuật Mead, tại Trung tâm Georges Pompidou, tại Bảo tàng Brooklyn, tại Tate Modern, tại Bảo tàng Nghệ thuật Mori và tại MoCADA. Tác phẩm của cô được có mặt trong các bộ sưu tập bao gồm Trung tâm Georges Pompidou, Bảo tàng Nghệ thuật Hiện đại Mathaf Arab và Bảo tàng Nghệ thuật Đương đại MUSAC.

## Giải thưởng
Bouabdellah đã nhận được:
- Giải Meurice cho nghệ thuật đương đại
- Giải thưởng nghệ thuật nhóm Abraaj (Dubai)
- Villa Medici Hors les Murs residency[2]